# Versmachting

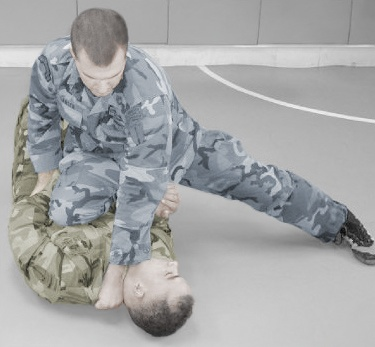
Door de druk op de borstkas wordt het de onderliggende persoon lastig gemaakt om in te ademen. Deze vorm van versmachting wordt ook wel 'Burking' genoemd.

Versmachting (wetenschappelijke term: compressieve asfyxie) is een begrip dat met name in de context van forensische geneeskunde wordt gebruikt bij het mechanisch belemmeren van de inademing. Dit wordt veroorzaakt door uitwendige druk op de borstkas. Bij de ademhaling is het nodig dat de borstkas beurtelings kan samentrekken en uitzetten. Als dat laatste wordt verhinderd, is ademhaling niet mogelijk en kan in het ergste geval de dood volgen.
Het begrip is dus niet hetzelfde als verstikking, maar een speciale vorm daarvan.

## Voorbeelden van versmachting
- Een kind dat een tunnel of een diepe kuil in het zand graaft en er in kruipt. Als de kuil of tunnel instort drukt het zand de borstkas dicht. Elke keer dat het kind uitademt, wordt de vrijgekomen ruimte meteen ingenomen door zand.
- Een 'klusser' die ligt te werken onder een auto die op een krik staat. Door een of andere oorzaak, bijvoorbeeld doordat het wiel dat met de handrem geremd wordt, door de krik van de grond getild wordt, rolt de auto van de krik af en drukt op de noodlottige klusser.
- Mensen die in paniek verdrukt worden in mensenmassa's. Een voorbeeld is het Heizeldrama.
- Lawineslachtoffers kunnen zelfs overlijden als de mond en neus vrij zijn, doordat het gewicht van de sneeuw de borstkas ineen drukt.
- Wurgslangen wikkelen zich om de borstkas van hun prooi om deze te doden. Ze wurgen dus niet maar ze versmachten het slachtoffer.
- Een kat die door een raam wil springen dat in de 'kantelstand' staat, komt met de borst klem en zakt bij elke uitademing verder in de wig: een relatief onbekend maar frequent optredend ongeval.